# Plana de Kairuan
La plana de Kairuan és un depressió situada a la zona central de Tunísia, a la governació de Kairuan. Li dona nom la ciutat de Kairuan (Qayrawan en àrab) i està limitada a l'oest pel riu Merguellil.
La plana fa uns 100 km de llarg per 40 km d'ample, amb un relleu que augmenta amb un lleuger pendent d'est a oest, dels 40 metres fins als 150 metres.
Alguns oueds en aquesta zona s'alimenten exclusivament de les pluges, i les capes subterrànies molt riques són explotades en excés (un 70%). Tres oueds creuen la plana: el Nebhana al nord, amb el cabal controlat per l'embassament del Nebhana; el Merguellil a l'oest, amb el cabal controlat per l'embassament del Houareb, i el Zéroud al sud, amb el cadal controlat per l'embassament de Sidi Saâd. Aquests embassaments han permès controlar les inundacions que s'havien produït durant centenars d'anys, com les més conegudes del 1969; el oued Zéroud forma una zona d'aiguamolls que queda a l'est de Kairuan.
El clima és semiàrid, amb una gran irregularitat en les pluges i grans diferències en la temperatura, i amb estius secs i hiverns humits. La pluviometria és d'uns 290 mm anyals, i la punta de màxima pluja és a la tardor, amb violentes tempestes al setembre i a l'octubre i pluges que puntualment arriben als 180 mm en un dia, que poden provocar inundacions per la crescuda ràpida dels oueds i la manca de cobertura vegetal que controli el trajecte de l'aigua.
L'erosió del sòl, la salinitat i la sobreexplotació de les terres per part dels ramats dificulten el desenvolupament agrícola de la plana.